# 王鲁新
王鲁新（1967年3月—），男，山东青州人，中华人民共和国外交官，曾任中华人民共和国驻济州总领事。

## 生平
王鲁新在中华人民共和国教育部工作，2008年任驻比利时大使馆教育参赞。2013年，任教育部党的群众路线教育实践活动高校第四督导组副组长。2014年，任北京语言大学党委副书记。2016年，任驻韩国大使馆公使衔参赞。2020年4月，出任中华人民共和国驻济州总领事。2024年8月，自驻济州总领事离任。